# Badger (Terranova y Labrador)
Badger es un pueblo canadiense situado en la provincia de Terranova y Labrador.

## Superficie
Badger tiene una superficie de 1,89 km².

## Demografía
En 2021, tenía 682 habitantes, una densidad poblacional de 361,6 hab./km², y 357 viviendas.